# Pseudomyrmecion ramalium
Pseudomyrmecion ramalium là một loài bọ cánh cứng trong họ Cerambycidae.